# Carpelimus exiguus
Carpelimus exiguus är en skalbaggsart som först beskrevs av Wilhelm Ferdinand Erichson 1839.  Carpelimus exiguus ingår i släktet Carpelimus, och familjen kortvingar. Arten har ej påträffats i Sverige.